# 20 navidéxitos
20 Navidéxitos é uma coletânea, lançada em 1982. É constituída por vinte cantigas de Natal interpretadas pelos participantes da primeira edição do concurso Juguemos a Cantar.

## Faixas
1. "Cantos de Posadas" - Grupo Abaco
2. "Sueño de Invierno" - Byanca & Maleza
3. "Noche de Paz" - Juanito Farías
4. "Paseo en Trineo" - Ivette & Monique
5. "Papacito Santa Claus" - Sara Eugenia
6. "Blanca Navidad" - Lalita Cortés
7. "Querido Santa" - Chuchito
8. "Navidad en Casa" - Lucero
9. "Te Regalo Un Sonrisa" - Katy
10. "Jingle Bells" - Lorenzo Antonio y su Grupo
11. "Felicia" - Lorenzo Antonio y su Grupo
12. "Llegó Navidad" - Lolita Cortés
13. "Canción de los Abuelos" - Ivette & Monique
14. "Los Reyes Magos" - Lucero
15. "Rodolfo, el Reno" - Katy
16. "La Cena" - Las Vicuñitas
17. "Navidad Sin Abuelito" - Juanito Farías
18. "El Niño del Tambor" - Byanka & Maleza
19. "La Noche de Belén" - Grupo Abaco
20. "Cada Día es Navidad - Ginny Hoffman